# Kristian Rem
Kristian Steen Rem (født 28. december 1970 i Glostrup) er en tidligere dansk børneskuespiller.
Rem spillede rollen som Daniel Skjern i de første seks afsnit af tv-serien Matador. Han blev senere uddannet som blikkenslager og har også arbejdet med psykisk syge og som fængselsbetjent.

## Filmografi
- Matador (1978-1981) afsnit 1-6